# Йохан Юлиус IV Адам фон Хардег
Йохан Юлиус IV Адам фон Хардег (на немски: Johann Julius IV Adam Graf zu Hardegg auf Glatz und im Machlande; * 6 февруари 1676; † 5 март 1746) е граф от род Хардег в Глац и в Махланде/Мачланде в Долна Австрия.

## Произход
Той е големият син на граф Йохан Фридрих II фон Хардег (1636 – 1703) и съпругата му графиня Кресценция фон Брандис (1652 – 1731), дъщеря на граф Йохан фон Брандис (1620 – 1658) и Катарина Елизабет фон Квестенберг (* 1625). Брат е на Йохан Конрад Фридрих фон Хардег (* 13 март 1677; † 10 февруари 1721).
Фамилията Хардег се дели на линиите Щетелдорф ам Ваграм и Зефелд.

## Фамилия
Йохан Юлиус IV Адам фон Хардег се жени за графиня Мария Барбара фон Хоенфелд, фрайин на Айщерсхайм (* 17 ноември 1676, Виена; † 15 октомври 1756, Виена), дъщеря на граф Ото Хайнрих фон Хоенфелд (1645 – 1719) и Ева Пиетипески (1652 – 1681). Те имат син и дъщеря:
- Йохан Карл фон Хардег в Глац и в Махланде/Мачланде († 1752), женен за графиня Мария Елизабет фон Зинцендорф († 1772); имат син:
  - Йохан Франц де Паула Йозеф Хардег в Глац и в Махланде/Мачланде (1741 – 1808); има син и две дъщери
- Елеонора фон Хардег в Глац и в Махланде/Мачланде (* 29 юли 1713; † 25 януари 1767), омъжена на 20 юни 1735 г. във Виена за граф Зигизмунд Рудолф фон Зинцендорф (* 1670; † 8 януари 1747, Виена), син на граф Рудолф фон Зинцендорф (1620 – 1677) и фрайин Ева Сузана фон Цинцендорф (1636 – 1709)